# 無声両唇破裂音
無声両唇破裂音（むせい りょうしん はれつおん）とは子音の類型の一つ。下唇と上唇で閉鎖を作り、一気に開放することによって起こる破裂の音。国際音声字母で[p]と記述される。

## 特徴
- 気流の起こし手 - 肺臓からの呼気。
- 発声 - 声帯の振動を伴わない無声音。
- 調音
  - 調音位置 - 下唇と上唇による両唇音。
  - 調音方法
    - 口腔内の気流 -
    - 調音器官の接近度 - 完全な閉鎖を作り、一気に開放することによって生じる破裂音。
    - 口蓋帆の位置 - 口蓋帆を持ち上げて鼻腔への通路を塞いだ口音。

## 変種
この子音はそのバリエーションによって以下のような記号をつけて記述される。
| IPA | 記述         |
| --- | ------------ |
| p   | 普通の p     |
| pʰ  | 帯気音の p   |
| pʲ  | 口蓋化した p |
| pʷ  | 唇音化した p |
| p̚   | 内破音の p   |
| p̌   | 有声化した p |
| pʼ  | 放出音の p   |

## 言語例
この音は多くの言語に存在する。
- 日本語ではパ, ポなどの子音。 → 半濁音を参照。
- ラテン文字: p
- ギリシア文字: π
- キリル文字: п
- 中国語
  - p - b (ピンイン) - ㄅ (注音符号)
  - pʰ - p (ピンイン) - ㄆ (注音符号)